# Saint-Laurent-de-Jourdes

Saint-Laurent-de-Jourdes este o comună în departamentul Vienne, Franța. În 2009 avea o populație de 167 de locuitori.